# Conversazioni su di me e tutto il resto
Conversazioni su di me e tutto il resto (2010) è una biografia scritta da Eric Lax con la partecipazione di Woody Allen, sulla vita di quest'ultimo.

## Trama
Eric Lax e Woody Allen sono stati amici stretti per molti anni durante i quali hanno discusso su diversi argomenti, dal cinema al jazz senza dimenticare la filosofia e le donne, la vera passione di Woody.
In questa biografia, dove vengono riportate tutte le conversazioni avvenute tra i due nel lasso di tempo che va dal 1973 al 2006, ci viene mostrato il Woody Allen sadico e pungente.

## Edizioni
- Woody Allen, Conversazioni su di me e tutto il resto, traduzione di Carlo Prosperi, Tascabili, Bompiani, 2010, ISBN 978-88-452-6468-9.